# خوزه پیندیبن
خوزه میگل پیندیبن فرراری (۵ ژوئن ۱۸۹۰ - ۱۲ نوامبر ۱۹۶۹) فوتبالیست اروگوئه ای بود. او از نظر بسیاری به عنوان بهترین فوتبالیست اروگوئه در دوران آماتور شناخته می‌شود.

## دوران بازی کردن

### دوران باشگاهی
پیندیبن بین سالهای ۱۹۰۸ و ۱۹۲۸ برای باشگاه فوتبال پنیارول بازی کرد. در زمان حضورش با کربنروس، چهار قهرمانی در لیگ دسته اول فوتبال اروگوئه کسب کرد.

### دوران بین‌المللی
پیندیبن اولین بازی خود را برای تیم ملی فوتبال اروگوئه در سال ۱۹۰۹ مقابل آرژانتین در بوینس آیرس انجام داد. وی در طی ۱۴ سال حضور در تیم ملی ۴۰ بار در ترکیب قرار گرفت و ۲۰ گل به ثمر رساند. وی آخرین حضور خود را در نوامبر ۱۹۲۳ برای اروگوئه انجام داد.
پیندیبن دو بازی مسابقات غیررسمی کوپا آمریکا ۱۹۱۰ انجام داد.
در جام ملت‌های آمریکای جنوبی ۱۹۱۶ پیندیبن اولین گل این تورنمنت را در بازی مقابل تیم ملی فوتبال شیلی به ثمر رساند. او این مسابقات را با دو گل به پایان رساند و در لیست گلزنان در مقام دوم قرار گرفت.
پیندیبن عضو تیم اروگوئه برای جام ملت‌های آمریکای جنوبی ۱۹۱۷ بود اما در این مسابقات یک مسابقه هم انجام نداد.
او در جام ملت‌های آمریکای جنوبی ۱۹۲۰ که اروگوئه سومین قهرمانی خود را در مسابقات قهرمانی آمریکای جنوبی کسب کرد در ترکیب تیم اروگوئه قرار داشت که در سه مسابقه یک گل به ثمر رساند.
او در جام ملت‌های آمریکای جنوبی ۱۹۲۱ که اروگوئه در رده سوم قرار گرفت، در تیم اروگوئه بازی کرد. پیندیبن یک گل به ثمر رساند.

## دوران مربیگری
او پس از اتمام دوره بازی، مربیگری باشگاه فوتبال پنیارول را بر عهده داشت.

## افتخارات

### باشگاهی
- باشگاه فوتبال پنیارول (داخلی)
  - قهرمان لیگ دسته اول فوتبال اروگوئه (۴): ۱۹۱۱، ۱۹۱۸، ۱۹۲۱، ۱۹۲۸
  - کوپا دی کامنتنسیا (۱): ۱۹۱۶
  - کوپا افترا (۱): ۱۹۱۸
- باشگاه فوتبال پنیارول (بین‌المللی)
  - کراوات جام (۱): ۱۹۱۶
  - کوپا دی هونر کوزنیر (۳): ۱۹۰۹، ۱۹۱۱، ۱۹۱۸
  - کوپا آلدائو (۱): ۱۹۲۸
  - نفر دوم کوپا آلدائو (۱): ۱۹۱۸

### ملی
- تیم ملی فوتبال اروگوئه
  - کوپا آمریکا (۳): ۱۹۱۶، ۱۹۱۷، ۱۹۲۰
  - کوپا آمریکا مقام سوم (۱): ۱۹۲۱
  - نفر دوم کوپا آمریکا غیررسمی (۱): ۱۹۱۰
  - کوپا لیپتون

برنده (۲): ۱۹۱۰، ۱۹۱۱

نفر دوم(۳): ۱۹۱۳، ۱۹۱۵، ۱۹۱۶
- کوپا نیوتن

برنده: (۴): ۱۹۱۲، ۱۹۱۵، ۱۹۱۹، ۱۹۲۰

نفر دوم(۲): ۱۹۱۱
- افتخار کپا برتر افتخار آرژانتینو

برنده (۲): ۱۹۱۰، ۱۹۱۲

نفر دوم(۴): ۱۹۰۹، ۱۹۱۱، ۱۹۱۴، ۱۹۲۰
- افتخار اروگوئه کوپا برتر

برنده (۵): ۱۹۱۱، ۱۹۱۲، ۱۹۱۴، ۱۹۱۸، ۱۹۲۰

نفر دوم(۱): ۱۹۱۶